# Rafael Henmi
Rafael Katsutoshi Henmi (Shizuoka, 30 luglio 1992) è un giocatore di calcio a 5 brasiliano naturalizzato giapponese.

## Carriera
Nato in Giappone da una famiglia nippo-brasiliana, tra i 2 e i 15 anni ha vissuto a Curitiba, città di origine dei genitori, per poi tornare in Oriente. Nonostante i natali, Henmi ha dovuto attendere il 2011 per ottenere la cittadinanza giapponese. Ha iniziato la sua carriera in Giappone con il Nagoya Oceans. Nel 2012 viene convocato nella nazionale per disputare la Coppa del Mondo 2012. Successivamente si trasferisce al club emiratino dell'Al-Wasl. La stagione successiva torna in patria sempre con gli Oceans, per poi trasferirsi al Benfica.

## Palmarès
- Campionato portoghese: 2
Benfica: 2014-15, 2018-19
- Coppa del Portogallo: 2
Benfica: 2014-2015, 2016-2017
- Supercoppa portoghese: 2
Benfica: 2015, 2016